# Tumstockskaktus
Tumstockskaktus (Rhipsalis paradoxa) är en epifytisk art av kaktus från sydöstra Brasilien. Det är en av de lättaste arterna att känna igen. Grenarna är trekantiga, vridna så de liknar länkarna i en kedja. De blir upp till 1 m långa och förgrenar sig i toppen till 3-8 nya grenar, skinande gröna. Blommorna kommer från ulliga areoler mot spetsen av grenarna. Blommar rikligt under cirka 3 veckor, vanligen i början av året. De är stora för släktet, upp till 2 cm vida, vita. Fruktämnet sitter insjuket i själva grenen. Frukterna är vita med rosa ton.
En av de snabbast växande arterna.
Två underarter erkänns:
- subsp. paradoxa - har grova grenar, till 20 mm i diameter
- subsp. septentrionalis N.P.Taylor & Barthlott 1995 - har tunnare grenar, 7–11 mm i diameter. Har en mer nordlig utbredning.

Namnet paradoxa (grek.) betyder otrolig, sällsam, mot all förväntan. Septentrionalis betyder nordlig.
Lättodlad krukväxt som skall placeras i ljust under hela året, men skyddas mot stark sol. Jorden bör vara väldränerad, gärna med inblandning av leca eller orkidébark. Riklig vattning under vår och sommar, sparsamt vintertid. Ge kvävefattig gödning i små doser. Övervintras svalt under november-mars. Temperaturen bör ligga på 10-15°C. Utan sval vintervila blommar inte kaktusen. 

## Synonymer
- Lepismium paradoxum Salm-Dyck ex Pfeiffer 1837
- Hariota paradoxa (Salm-Dyck ex Pfeiffer) Kuntze 1891
- Rhipsalis paradoxa var. beastonii Hochstätter  1992
- Rhipsalis paradoxa var. catenulata Kimnach  1992
- Hylorhipsalis paradoxa (Salm-Dyck ex Pfeiffer) Doweld 2002
- Hariota alternata Lemaire 1841 nom. illeg.
- Rhipsalis alternata (Lemaire) Lemaire 1868 nom. illeg.
- Rhipsalis monteazulensis Ritter 1979